# Rumänische Eishockeyliga 1978/79
Die Saison 1978/79 war die 49. Spielzeit der rumänischen Eishockeyliga, der höchsten rumänischen Eishockeyspielklasse. Meister wurde zum insgesamt sechsten Mal in der Vereinsgeschichte Dinamo Bukarest.

## Modus
In der Hauptrunde absolvierte jede der sechs Mannschaften insgesamt 40 Spiele. Der Erstplatzierte der Hauptrunde wurde Meister. Für einen Sieg erhielt jede Mannschaft zwei Punkte, bei einem Unentschieden gab es einen Punkt und bei einer Niederlage null Punkte.

## Hauptrunde

### Tabelle
|    | Klub                        | Sp | S  | U | N  | T   | GT  | Punkte |
| -- | --------------------------- | -- | -- | - | -- | --- | --- | ------ |
| 1. | Dinamo Bukarest             | 40 | 37 | 1 | 2  | 392 | 115 | 75     |
| 2. | Steaua Bukarest             | 40 | 32 | 1 | 7  | 335 | 125 | 65     |
| 3. | SC Miercurea Ciuc           | 40 | 23 | 1 | 16 | 233 | 189 | 47     |
| 4. | CSM Dunărea Galați          | 40 | 13 | 2 | 25 | 170 | 244 | 28     |
| 5. | Unirea Sfântu Gheorghe      | 40 | 11 | 1 | 28 | 150 | 298 | 23     |
| 6. | Sportul Studențesc Bukarest | 40 | 0  | 2 | 38 | 124 | 433 | 2      |

Sp = Spiele, S = Siege, U = Unentschieden, N = Niederlagen